# 2003 QT91
2003 QT91, também escrito como 2003 QT91, é um objeto transnetuniano que está localizado no Cinturão de Kuiper, uma região do Sistema Solar. Este corpo celeste é classificado como um cubewano. Ele possui uma magnitude absoluta de 6,8 e tem um diâmetro estimado com 192 km.

## Descoberta
2003 QT91 foi descoberto no dia 25 de agosto de 2003 pelo astrônomo Marc W. Buie.

## Órbita
A órbita de 2003 QT91 tem uma excentricidade de 0,079 e possui um semieixo maior de 44,006 UA. O seu periélio leva o mesmo a uma distância de 40,508 UA em relação ao Sol e seu afélio a 47,503 UA.